# توبي ريجبو
توبي فين ريجبو (مواليد 18 أكتوبر 1991) هو ممثل وموسيقي إنجليزي ظهر في السينما والتلفزيون والمسرح. اشتهر بدوره نيمو في دراما الخيال العلمي السيد لا أحد ، ودور الملك فرانسيس الثاني ملك فرنسا في سلسلة ذا سي دبليو عهد و Æthelred على بي بي سي تو وسلسلة ذا لاست كينغدوم على نتفليكس.

## الحياه المبكرة
ولد توبي ريجبو في هامرسميث ، لندن ، إنجلترا.   عائلة والده من أصل نرويجي . كان جده لأمه قبطان سفينة سياحية إيطالية ، وكانت جدته لأمه راقصة باليه أسترالية ؛ نشأت والدته في لندن. 

## روابط خارجية
- توبي ريجبو في قاعدة بيانات الأفلام على الإنترنت
- توبي ريجبو على إنستغرام tobyregbo
- toby_regboعلى تويتر.